# Kaninchenberg (Lübeck)

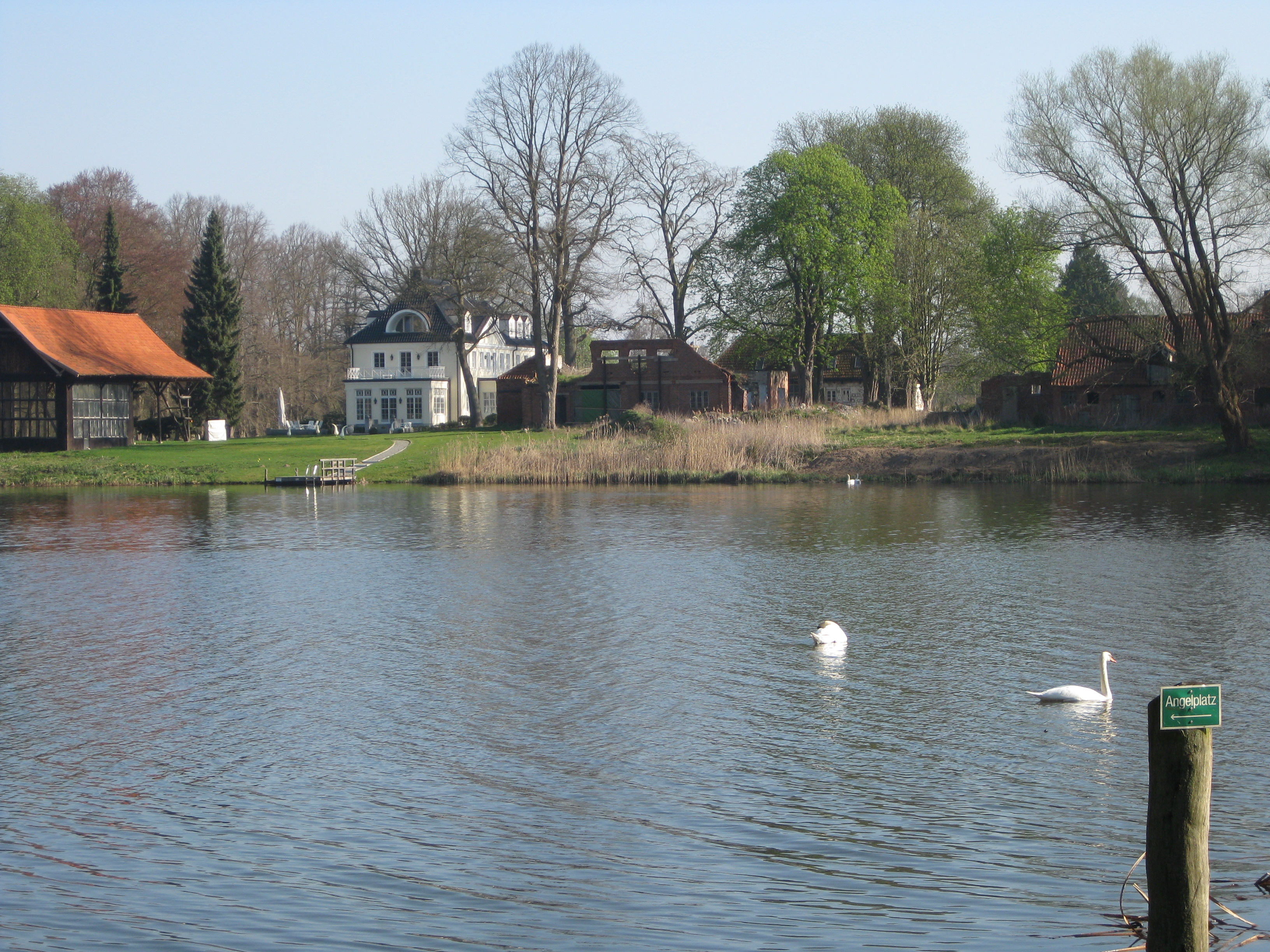
Kaninchenberg (2009)

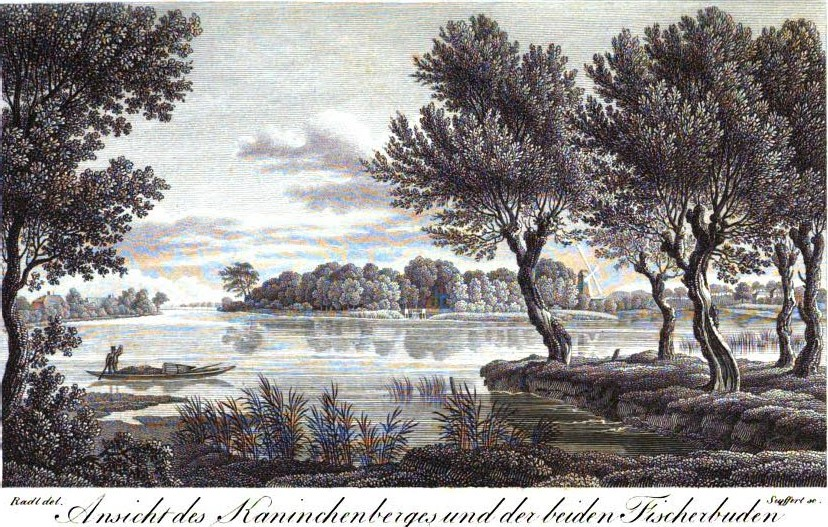
Ansicht des Kaninchenberges und der beiden Fischerbuden (1822)

Der Kaninchenberg ist ein Wohnplatz und ehemaliger Gutshof in Lübeck-St. Gertrud.
Der Kaninchenberg umfasst eine Halbinsel am östlichen Ufer der Wakenitz. Der niedrige sandige Hügel, aus dem er besteht, gewährt einen guten, trockenen Baugrund. Nach Westen an den Flusslauf der Wakenitz grenzend, ist er nach Norden und Süden von größeren Ausbuchtungen umgeben, die sich einander nach Osten derartig nähern, dass dort nur eine sehr schmale Landverbindung verbleibt. Die großen, sehr flachen seitlichen Ausbuchtungen der Wakenitz, von denen die südliche den Namen Der Kleine See trägt, sind im 13. Jahrhundert durch die in der Stadt vorgenommene Aufstauung des Flusses entstanden. Bis dahin war der Hügel des Kaninchenbergs an seinen beiden Seiten durch niedrige Wiesen mit den benachbarten Ländereien verbunden. Louis Hellwig sah 1890 die Halbinsel als einen möglichen Ort der Löwenstadt an; ihm wurde von Wilhelm Brehmer unter Hinweis auf die geänderten topographischen Bedingungen widersprochen. Der Kaninchenberg wurde auch als Ort der Olausburg diskutiert.
Im Lauf der Wakenitz liegt der Kaninchenberg zwischen dem Ersten und Zweiten Fischerbuden und war mit dem Ersten Fischerbuden durch eine Fähre verbunden. Zunächst städtisches Eigentum, wurde der Kaninchenberg mit dem darauf befindlichen Hof 1684 von der Stadt an den Eisenkrämer Johannes Widderich, den Vater des Ratsherrn Johann David Widderich verkauft und befindet sich seitdem in Privatbesitz. Zu den Eigentümern zählten im 18. Jahrhundert der Bürgermeister Franz Bernhard Rodde, Hans Hinrich Schön und ein Hauptmann Gerber. Hans Hinrich Schön erhielt nach vielfachen vergeblichen Bemühungen die Erlaubnis der Lübecker Ämter, auf dem Kaninchenberg eine Schrotmühle zur Herstellung von Amidam (Stärke) einzurichten. Das Lübecker Amidam galt im 18. und 19. Jahrhundert europaweit als besonderes Qualitätsprodukt.
1829 umfasste das Areal 3360 Quadratruten Es befanden sich dort 1 Eigenthümer. 1 Brenner, 1 Fährmann, 3 Arbeitsleute. 3 Häuser, 6 Haushaltungen. 3 Pferde, 40 Kühe und Ochsen, 8 Schweine. 1 Ölmühle, 1 Amidamfabrik, 1 Brennerei. Kirchlich gehörte Kaninchenberg wie alle Wohnplätze an der Wakenitz zur Aegidienkirche.
1834 bis 1836 stellte der Ältermann der Bergenfahrer Bernhard Ludwig Nöltingk auf dem Kaninchenberg Gusseisenwaren her. Eduard Geffcken nutzte als Eigentümer von 1836 bis 1848 die hier vorhandene Windmühle zum Mahlen pharmazeutischer Grundstoffe und Produkte.
1851 war die frühindustrielle Nutzung beendet. Auf dem Kaninchenberg lebten nun 17 Personen (1815: 22), darunter der Pächter. Es gab vier Wohn- und zwei Wirtschaftsgebäude, vier Haushaltungen sowie die Windmühle.
Das jetzige Herrenhaus wurde 1890 erbaut. Schon vorher gab es dort ein Haus, das 1822 so beschrieben wird: Unter dunklen Bäumen hebt sich das neu erbaute, geschmackvolle Gartenhaus mit seinen weißen Wanden hellschimmernd hervor, von einem hübschen Garten umgeben, und neben demselben ragt die große Windmühle hervor zur malerischen Verbindung.
Von 1910 bis 1921 wohnte und arbeitete der Maler Wilhelm Otto im Herrenhaus. In der zweiten Hälfte des 20. Jahrhunderts war die Familie Graf Kanitz Eigentümer.